# Financement des partis politiques et campagnes électorales
Le financement des partis politiques et campagnes électorales est un enjeu central de la vie politique démocratique ainsi que du droit électoral.

## Par pays

### États-Unis
Le cadre juridique général est fixé aux États-Unis par la Loi sur les campagnes électorales fédérales de 1971, modifiée en 1974 (cf. Buckley v. Valeo) et à plusieurs reprises ensuite. En 2010, la Cour suprême a étendu la possibilité offerte aux entreprises de financer les campagnes politiques dans un arrêt historique et controversé, Citizens United v. Federal Election Commission.

### France
Le financement de la vie politique et électorale est en France réglementé depuis la fin des années 1980.
La réglementation a plusieurs volets : la réglementation des recettes et des dépenses des partis politiques, la réglementation des recettes et des dépenses des campagnes électorales et les déclarations de patrimoine.
L’État participe à la vie politique par le remboursement partiel des campagnes électorales et l’aide financière des partis politiques.

### Suisse
En 2021, le parlement suisse a adopté une révision de la loi fédérale sur les droits politiques intégrant des règles de transparence du financement de la vie politique. Elle entrera en vigueur en 2022 et s'appliquera aux élections fédérales de 2023 (ainsi qu'aux votations fédérales dès mars 2024).
Les partis représentés à l'Assemblée fédérale devront communiquer chaque année les dons reçus supérieurs à 15 000 francs. Les organisateurs de campagne de votation ou d'élection devront publier leurs comptes s'ils dépassent 50 000 francs. Les dons anonymes ou de l'étranger sont interdits.

## Comparaison dans différents pays
| Pays        | Financement public | Financement entreprises | Financement étranger | Publicité des comptes | Plafonnement des dons | Contrôle des comptes            |
| ----------- | ------------------ | ----------------------- | -------------------- | --------------------- | --------------------- | ------------------------------- |
| Allemagne   | oui                | oui                     | non                  | oui                   | non                   | oui (par un organe politique)   |
| Espagne     | oui                | oui                     | non                  | oui                   | non                   | oui (par un organe politique)   |
| États-Unis  | oui                | non (exceptions)        | non                  | oui                   | oui                   | oui (par un organe politique)   |
| France      | oui                | non                     | non                  | oui                   | oui                   | oui (par un organe indépendant) |
| Italie      | oui                | oui                     | oui                  | oui                   | oui                   | oui (par un organe politique)   |
| Japon       | oui                | oui (exceptions)        | non                  | oui                   | non                   | non                             |
| Royaume-Uni | non                | oui                     | oui                  | oui                   | non                   | oui (par un organe indépendant) |